# Hrabstwo Douglas (Nebraska)
Hrabstwo Douglas (ang. Douglas County) – hrabstwo w stanie Nebraska w Stanach Zjednoczonych. Obszar całkowity hrabstwa obejmuje powierzchnię 339,35 mil2 (878,91 km²). Według danych z 2010 r. hrabstwo miało 517 110 mieszkańców. Hrabstwo powstało 23 listopada 1854 roku i nosi imię Stephena Douglasa - senatora stanu Illinois.

## Sąsiednie hrabstwa
- Hrabstwo Washington (północ)
- Hrabstwo Pottawattamie (Iowa) (wschód)
- Hrabstwo Sarpy (południe)
- Hrabstwo Saunders (zachód)
- Hrabstwo Dodge (północny zachód)

## Miasta
- Bennington
- Omaha
- Ralston
- Valley

## Wioski
- Boys Town
- Waterloo

## CDP
- King Lake
- Venice